# Alianza por el Cambio
La Alianza por el Cambio fue el nombre de una coalición electoral formada para las elecciones federales de 2000 en México. 
Estuvo formada por el Partido Acción Nacional (PAN) y el Partido Verde Ecologista de México (PVEM) y postuló como candidato al panista y ex gobernador de Guanajuato, Vicente Fox Quesada, en las elecciones del 2 de julio de 2000 resultó victoriosa, siendo la primera vez, desde su fundación en 1929, que era derrotado el Partido Revolucionario Institucional.
La Alianza por el Cambio fue una consecuencia de los intentos de los partidos políticos mexicano opositores al PRI de conformar una única gran alianza opositora para enfrentar al candidato priista en las elecciones, los dos grandes partidos que lideraban esta posibilidad eran el PAN y el PRD, que ya tenían sus propios candidatos, Vicente Fox y Cuauhtémoc Cárdenas respectivamente, la necesidad de elegir entre uno y otro fue una diferencia insalvable y finalmente los partidos se dividieron en dos alianzas, así el PAN y el PVEM se unieron para postular a Vicente Fox.
Tras la victoria electoral, la alianza comenzó a debilitarse cuando Vicente Fox no otorgó ningún puesto en el Gabinete al PVEM como lo exigía su líder, Jorge González Torres y finalmente terminó el día del Primer Informe de gobierno de Fox, cuando el nuevo líder del PVEM, Jorge Emilio González Martínez rompió públicamente con él y con el PAN, desde entonces el Partido Verde tendió a unirse más con el PRI.
Tras las elecciones federales de 2018, el PVEM rompió su cercanía con el PRI y empezó a hacer alianzas con Morena y el PT.

## Resultados electorales

### Presidencia de México
| Candidato                             | Candidato | Candidato           | Partido                 | Resultados de la coalición | Resultados de la coalición | Resultados de la coalición |
| Candidato                             | Candidato | Candidato           | Partido                 | Votos                      | Porcentaje                 | Puesto                     |
| ------------------------------------- | --------- | ------------------- | ----------------------- | -------------------------- | -------------------------- | -------------------------- |
|                                       |           | Vicente Fox Quesada | Partido Acción Nacional | 15 989 636                 | \| \| 42.52 % \|           | 1°                         |
| Partido Verde Ecologista de México    |           | Vicente Fox Quesada |                         | 15 989 636                 | \| \| 42.52 % \|           | 1°                         |
| Fuente: Instituto Nacional Electoral. |           |                     |                         |                            |                            |                            |
|                                       | 42.52 %   |                     |                         |                            |                            |                            |

### Cámara de Senadores
| 2000                                  | Partido Acción Nacional            | 27 | 10 | 9 | 14 198 073 | \| \| 38.11 % \| | 51/128 |
| 2000                                  | Partido Verde Ecologista de México | 1  | 0  | 4 | 14 198 073 | \| \| 38.11 % \| | 51/128 |
| Fuente: Instituto Nacional Electoral. |                                    |    |    |   |            |                  |        |
|                                       | 38.11 %                            |    |    |   |            |                  |        |

### Cámara de Diputados
| 2000                                  | Partido Acción Nacional            | 136 | 70 | 14 212 032 | \| \| 38.24 % \| | 223/500 |
| 2000                                  | Partido Verde Ecologista de México | 6   | 11 | 14 212 032 | \| \| 38.24 % \| | 223/500 |
| Fuente: Instituto Nacional Electoral. |                                    |     |    |            |                  |         |
|                                       | 38.24 %                            |     |    |            |                  |         |

### Gubernaturas
| Distrito Federal                                    | Santiago Creel Miranda | 1 460 931 | \| \| 33.42 % \| | Segundo |
| Fuente: Instituto Electoral de la Ciudad de México. |                        |           |                  |         |
|                                                     | 33.42 %                |           |                  |         |